# Gymnosporia jinyangensis
Gymnosporia jinyangensis là một loài thực vật có hoa trong họ Dây gối. Loài này được (C.Y.Chang) Q.R.Liu & Funston mô tả khoa học đầu tiên năm 2008.